# St. Vigil am Joch

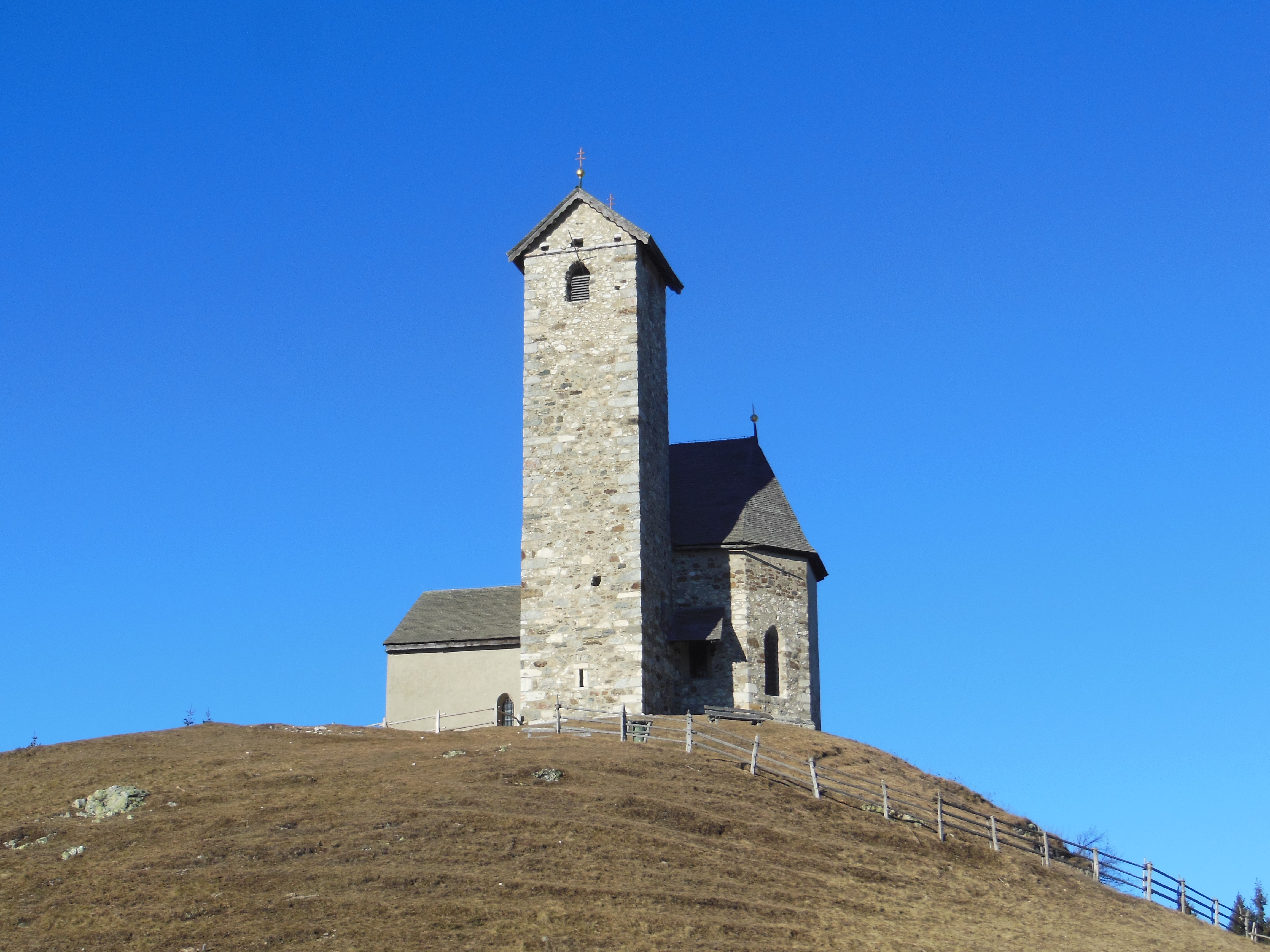
St. Vigil am Joch

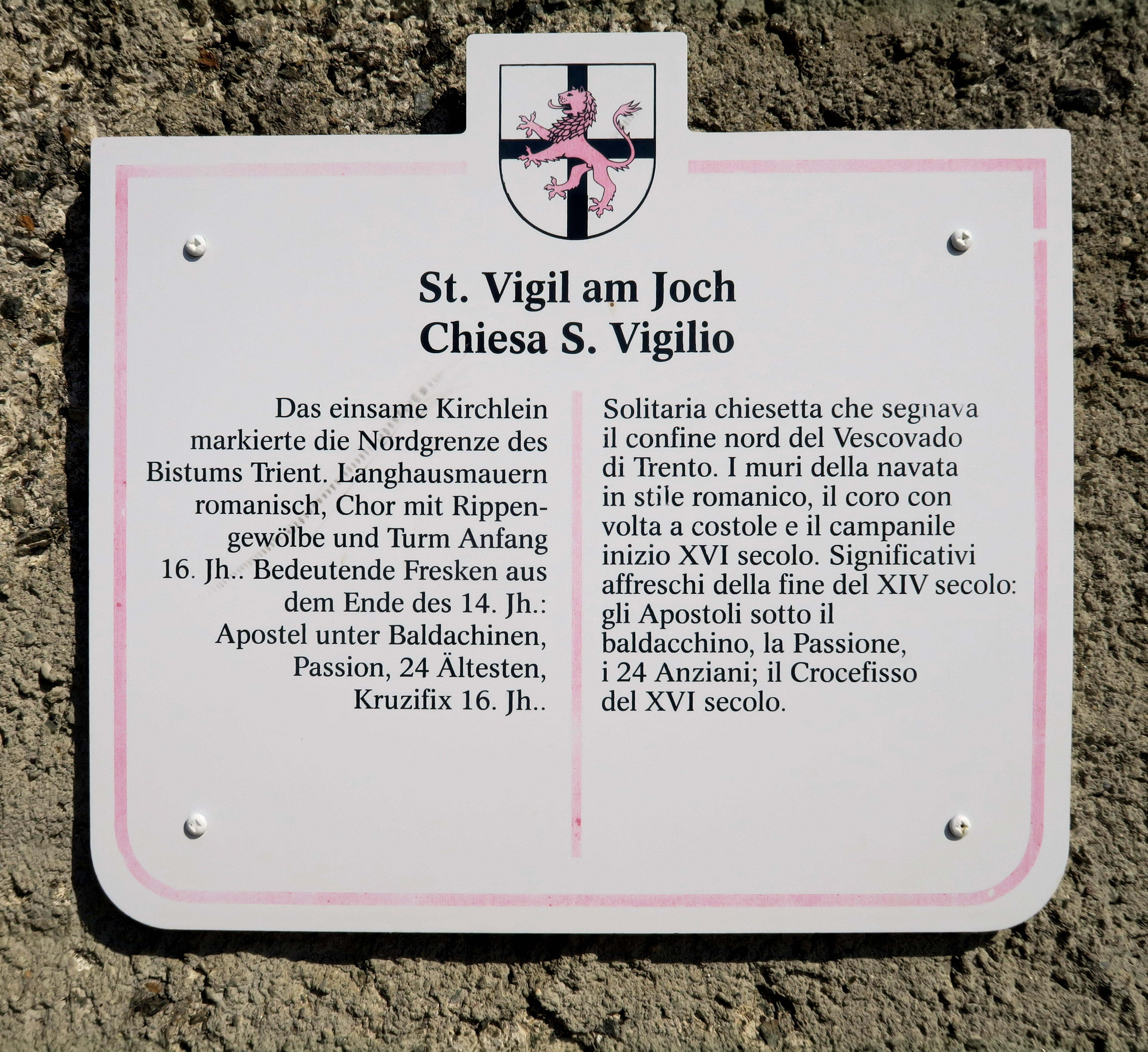
Gebäudeinfotafel

St. Vigilius am Joch ist eine römisch-katholische Kirche, die auf 1793 m am Vigiljoch bei Lana in Südtirol liegt.

## Geschichte
Steinzeitfunde deuten darauf hin, dass die Kirche an Stelle eines heidnischen Kultplatzes erbaut worden ist. Aus den Urkunden geht hervor, dass die St.-Vigilius-Kirche einstmals zwei Kirchenheilige hatte: den Hl. Petrus und den Hl. Vigilius. Das Petrus-Patrozinium weist auf ein hohes Alter der Kirche hin. Die Änderung des Schutzpatrons in Hl. Vigilius sollte wahrscheinlich den Machtanspruch der Trientner Bischöfe an der Nordgrenze ihres Diözesangebiets gegenüber dem Bistum Chur unterstreichen. Seit 1278 erscheint sie im Besitz des Klosters Weingarten. 1431 verlieh der Kellermeister Nikolaus Jordan im Namen des Landesfürsten die Alm und Kirche der Ortschaft Oberlana zum Erbrecht. Seit dem 14. Jahrhundert steht den Bewohnern von Pawigl das Recht zu, den Mesner einzusetzen und die Kirche instand zu halten.
Die Architektur lässt eine Datierung ins hohe Mittelalter zu (urkundlich erwähnt 1452). Die noch vorhandenen Langhausmauern sind romanisch. Ursprünglich hatte die Kirche eine hölzerne Flachdecke. Um 1500 wurden der gotische Chor, der deutlich höher ist als das Kirchenschiff, und der Turm in seiner heutigen Form errichtet. Im 17. Jahrhundert wurde im Langhaus ein Tonnengewölbe eingezogen, das mit seinen Stützpfeilern die schönen Fresken aus der Mitte des 14. Jahrhunderts beschädigte.
Nach 1788 wurde die Filialkirche der Pfarre Lana unter Kaiser Joseph II. gesperrt und vom damaligen Almbesitzer als Viehstall benutzt.

## Brauchtum
Die St.-Vigilius-Kirche galt als Wetterkirche, die die Menschen vor Unwettern beschützen sollte. Im Pfarrarchiv von Lana ist ein Bittgang am Patroziniumsfest (26. Juni) zum Hl. Vigilius erwähnt, zur Abwendung „der Hochgewitter, Schauer (Hagelschlag), Donner und Blitze“. Heute noch wird jährlich im Juni der traditionelle Kirchtag am Vigiljoch gefeiert, mit einer Bergmesse in der St.-Vigilius-Kirche und anschließenden Konzerten, Tänzen und besonderen Gerichten an verschiedenen Standorten verteilt am gesamten Vigiljoch-Gebiet.

## Ausstattung

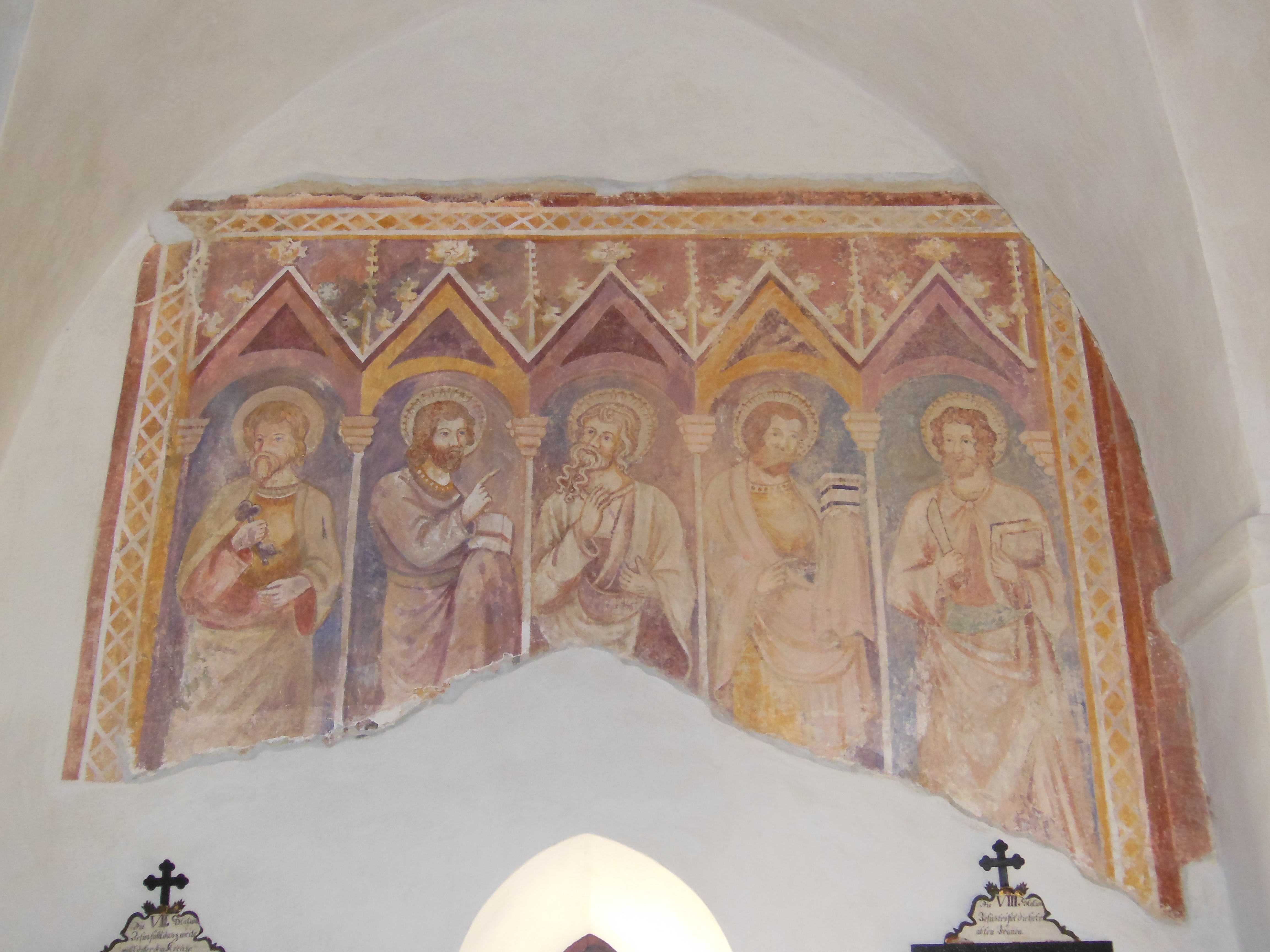
Apostel darstellende Fresken aus dem 14. Jahrhundert

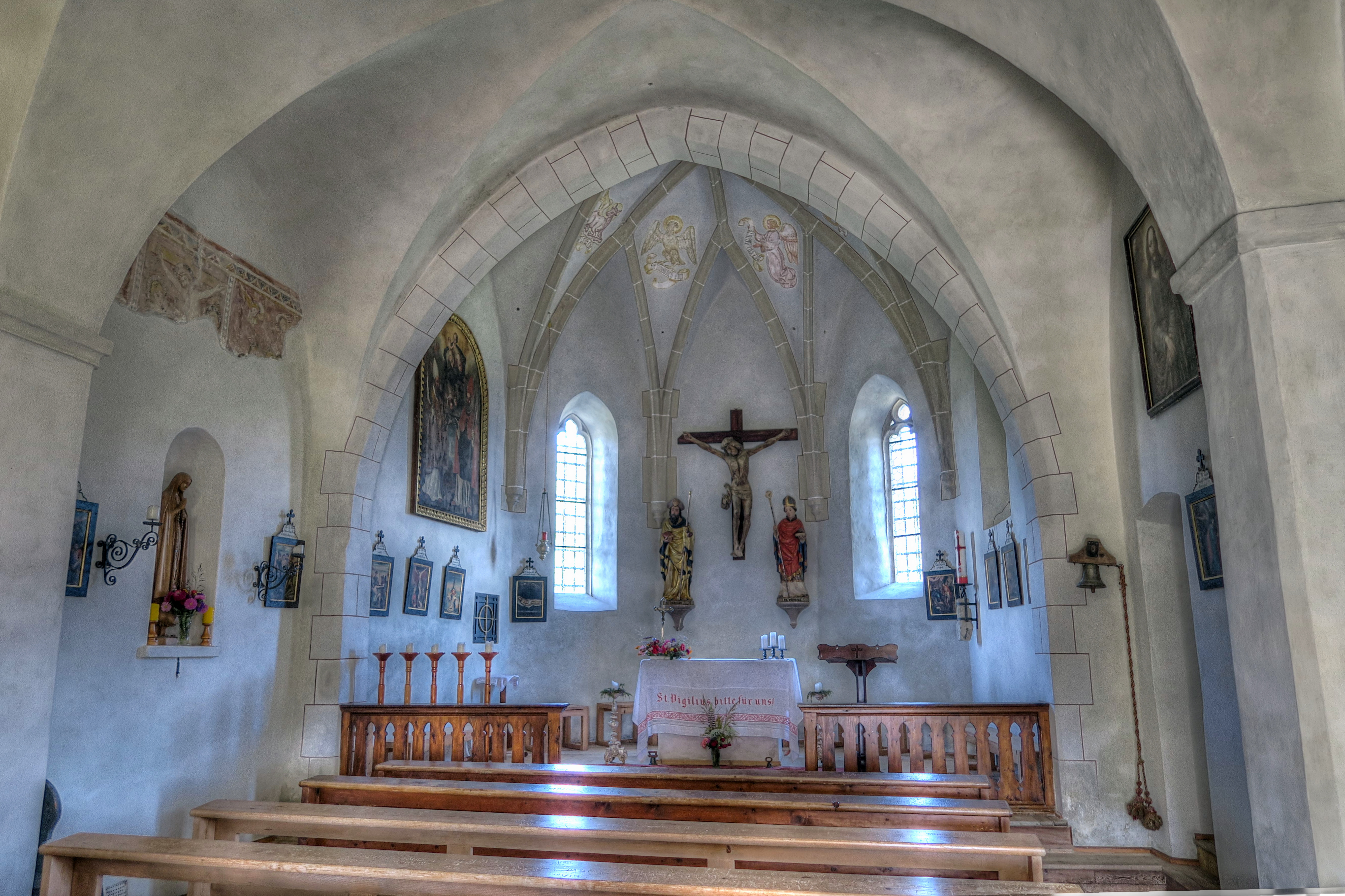
Altarraum

Die Fresken – möglicherweise stammen sie von einem Künstler, der auch in der Maria-Trost-Kirche in Meran tätig war – sind ein außergewöhnlicher Kunstschatz. An der Südseite sind die zwölf Apostel mit ausdrucksstarken Gesichtern, fließenden Gewändern und mit ihren Attributen dargestellt. An der Nordwand sind Fragmente einer Kreuzigungsgruppe erhalten, erkennbar sind die Muttergottes und der Apostel Johannes. Über dem Altar hängen ein Kruzifix und ein Barockgemälde des Kirchenpatrons. Die Statuen neben dem Kruzifix stellen den Hl. Vigilius und den Apostel Jakobus dar.

## Geläut
Im Kirchturm hängen drei Glocken mit der Stimmung: dis'' fis'' gis'':
- Glocke 1: Gießer: H. Rüetschi AG, Aarau Gussjahr: 1991
- Glocke 2: Gießer: G. Colbacchini, Trient Gussjahr: 1930
- Glocke 3: Gießer: G. Colbacchini, Trient Gussjahr: 1924